# Jan Bakhoven
Jan Bakhoven (Dalfsen, 20 augustus 1887 - Maastricht, 20 februari 1958) was een Nederlands kunstenaar en een van de oprichters van de Limburgse Kunstkring.

## Biografie
Bakhoven heeft zich voornamelijk ontwikkeld aan de hand van zelfstudie en particulier onderwijs bij Guillaume Eberhard en Johan Legner. Hij is dus nooit academisch geschoold maar beschouwde 'de straat' als zijn academie. Een favoriet thema in zijn werk was de kermis en cafe-dansants. Bakhoven had zijn atelier op de markt in Maastricht en indien er een kermis aanwezig was , had hij hier direct uitzicht op.
In 1910 richtte hij samen met Eberhard en collegakunstenaars Herman Gouwe, Rob Graafland, Henri Jonas, J. Van der Kooy, Jos Narinx en Vic Reinders de Limburgse Kunstkring op. Samen met onder meer Jonas, Jelinger en Alexandre A.M. Stols maakte hij tevens deel uit van de zogenaamde Bende van De Suisse.

## Tentoonstelling
Ter ere van zijn vijftigste verjaardag werd in 1937 een expositie gehouden van zijn werken in het Stedelijk Museum van Maastricht.